# Дегерлунд, Маркус
Маркус Густав Дегерлунд (швед. Marcus Gustav Degerlund, 16 марта 1998 года, Вестерос) — шведский футболист, игрок клуба «Хаммарбю».

## Карьера

### Клубы
Родился и вырос в Вестеросе. Заниматься футболом начал в школе клуба «Вестерос ИК», выступавшего во втором дивизионе (четвёртый уровень системы футбольных лиг Швеции). В 2013 году перешёл в школу другого местного клуба — «Вестероса», игравшего лигой выше.
В 2015 году впервые вышел на поле в матче за взрослую команду клуба в игре против «Нючёпинга». В декабре 2015 года подписал контракт с «Хаммарбю».
В 2016 году играл за молодёжную команду клуба, в составе которой выиграл чемпионат Швеции в возрастной категории до 21 года.
Перед стартом сезона 2017 года подписал первый профессиональный контракт сроком на два года. В чемпионате дебютировал 23 апреля 2017 года в матче против «Сундсвалля». В августе 2017 года переподписал соглашение с клубом, новый контракт действует до 2021 года.

### Сборная
13 февраля 2015 года впервые вышел на поле в составе юношеской сборной в товарищеском матче против Польши.
Затем выступал за сборную до 19 лет, в составе которой успешно завершил отборочный турнир к чемпионату Европы 2017 года. В финальном турнире участия не принимал по просьбе клуба.

## Статистика
| Клуб     | Сезон | Чемпионат | Чемпионат | Чемпионат | Кубок | Кубок | Еврокубки | Еврокубки | Всего | Всего |
| Клуб     | Сезон | Див.      | Игры      | Голы      | Игры  | Голы  | Игры      | Голы      | Игры  | Голы  |
| -------- | ----- | --------- | --------- | --------- | ----- | ----- | --------- | --------- | ----- | ----- |
| Вестерос | 2015  | III       | 2         | 0         | 0     | 0     | -         | -         | 2     | 0     |
| Хаммарбю | 2016  | I         | 0         | 0         | 0     | 0     | -         | -         | 0     | 0     |
| Хаммарбю | 2017  | I         | 21        | 0         | 1     | 0     | -         | -         | 22    | 0     |
| Хаммарбю | 2018  | I         | 0         | 0         | 0     | 0     | -         | -         | 0     | 0     |
| Всего    | Всего | Всего     | 23        | 0         | 1     | 0     | -         | -         | 24    | 0     |

Данные на 5 ноября 2017 года